# نیاپولس (اوهایو)
نیاپولس (به انگلیسی: Neapolis) یک منطقهٔ مسکونی در ایالات متحده آمریکا است که در شهرستان لوکاس، اوهایو واقع شده‌است. نیاپولس ۱٫۸ کیلومتر مربع مساحت و ۴۲۳ نفر جمعیت دارد.